# Souhail Belkassem
Souhail Belkassem (* 18. Januar 1996 in Tegelen) ist ein niederländischer Fußballspieler mit marokkanischen Wurzeln.

## Karriere
Souhail Belkassem, Sohn marokkanischer Einwanderer, wurde im niederländischen Tegelen geboren, wo er beim lokalen Verein SC Irene auch mit dem Fußballspielen begann. 2014 wechselte er in die Nachwuchsabteilung des Zweitligisten Fortuna Sittard. Im Seniorenbereich spielte er zunächst für Reservemannschaft, in der Saison 2015/16 kam er zudem im Profikader für die Eerste Divisie zum Einsatz. Sein Debüt in der 2. niederländischen Liga gab er am 20. November 2015 bei der 1:4-Niederlage gegen Sparta Rotterdam. Bis zum Saisonende machte er weitere sechs Spiele. Nachdem Belkassem in der folgenden Saison nur sporadisch in Sittards U21 zum Einsatz gekommen war, wechselte er im Januar 2017 zum deutschen Fünftligisten 1. FC Bocholt in die Oberliga Niederrhein. Im Sommer 2018 verließ er den Verein. Nach jeweils längeren Phasen der Vereinslosigkeit spielte er danach 2019 kurzzeitig beim niederländischen Viertligisten EVV Echt und von 2020 bis 2021 beim Fünftligisten RKSV Minor. Im Sommer 2021 verpflichtete ihn der deutsche SV Straelen für seine zweite Mannschaft in der Bezirksliga, die er nach nur einem Ligaspiel noch im August 2021 wieder verließ und sich dem belgischen Fünftligisten Esperanza Pelt anschloss. Die Saison 2022/23 verbrachte er beim Sechstligisten KVV Zepperen-Brustem.